# Landsmierz
Landsmierz polnisch Landzmierz  ist ein Ort in der Landgemeinde Czissek (Cisek) im Powiat Kędzierzyńsko-Kozielski der Woiwodschaft Opole (Oppeln) in Polen.

## Geographie
Landsmierz liegt zwei Kilometer nördlich von Czissek, sechs Kilometer südlich von Kędzierzyn-Koźle und 46 Kilometer südöstlich von Opole (Oppeln).

## Geschichte

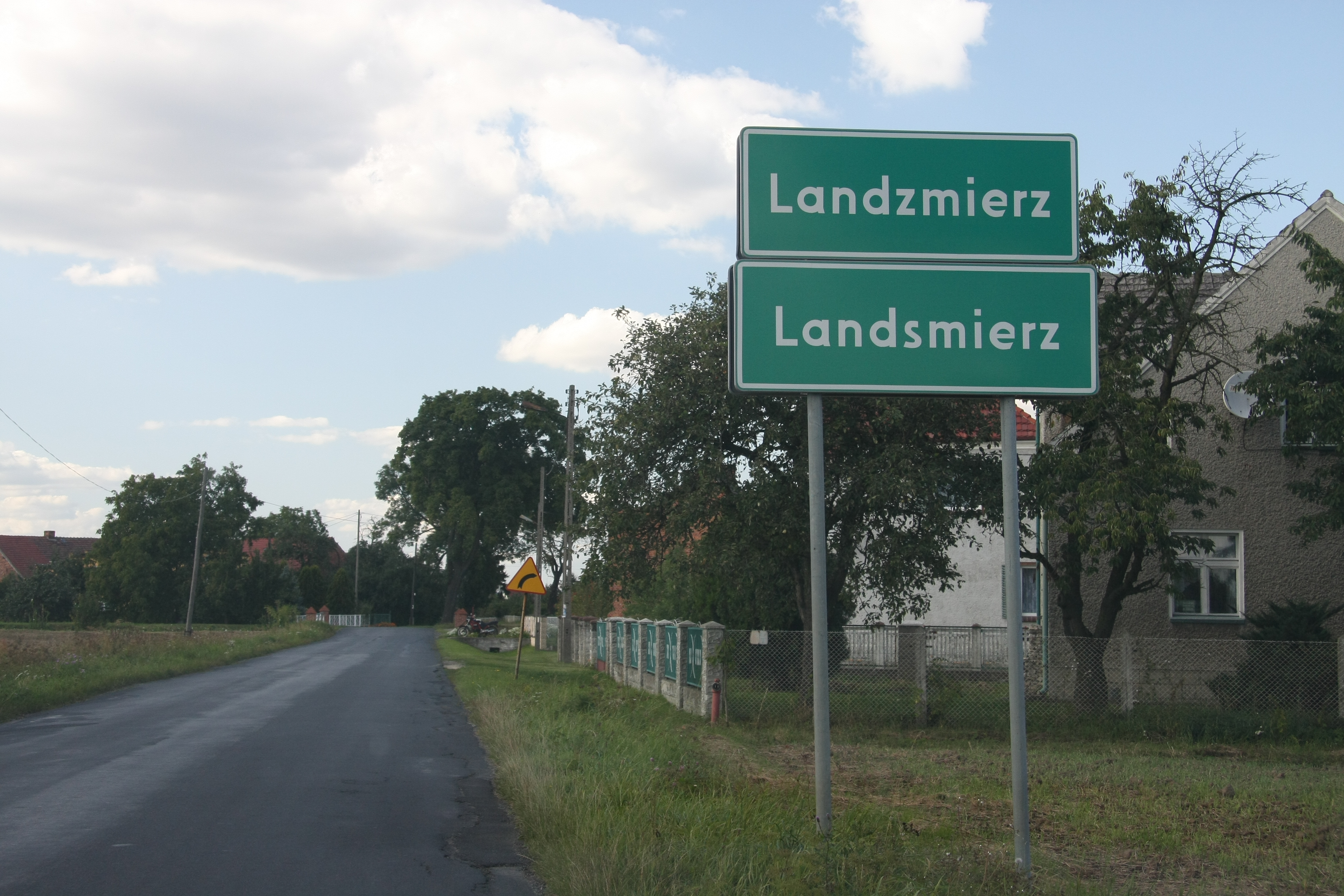
Ortseingang von Landsmierz

Die Ortschaft Landsmierz wurde vermutlich im 18. Jahrhundert angelegt. 1845 besaß der Ort eine Wassermühle, einen Gasthof und ein Ziegelwerk. 1880 wurde die erste Schule erbaut.
Bei der Volksabstimmung am 20. März 1921 stimmten 137 Wahlberechtigte für einen Verbleib bei Deutschland und 267 für Polen. Landsmierz verblieb aber mit dem gesamten Stimmkreis Cosel beim Deutschen Reich. Bis 1945 befand sich der Ort im Landkreis Cosel. 1936 wurde der Ort in Neudeich umbenannt.
Infolge des Zweiten Weltkrieges kam der Ort unter polnische Verwaltung, wurde in Landzmierz umbenannt und der Woiwodschaft Schlesien angeschlossen. 1950 wurde Landsmierz Teil der Woiwodschaft Opole und 1999 des wiedergegründeten Powiat Kędzierzyńsko-Kozielski. Am 11. Oktober 2007 erhielt der Ort zusätzlich den amtlichen deutschen Ortsnamen Landsmierz, im September 2008 wurden zweisprachige Ortsschilder aufgestellt.

## Vereine
- Deutscher Freundschaftskreis